# تلسکوپ هرونی
تلسکوپ رادیو-اپتیکی ارگاو (به انگلیسی: ROT54 یا تلسکوپ آینه‌ای هِرونی) یک تلسکوپ رادیویی، واقع در اورگوو ارمنستان است. این تلسکوپ، در سال‌های ۱۹۷۵ تا ۱۹۸۵ ساخته شد و از سال ۱۹۸۶ تا ۱۹۹۰ به‌طور فعال، مورد استفاده قرار گرفت. پس از توقف فعالیت، این تلسکوپ مجدداً در سال ۲۰۱۲ راه‌اندازی شد. از آن زمان، تلاش‌های متعددی برای بازسازی و احیای مجدد تلسکوپ آینه‌ای هرونی انجام شده است.
تلسکوپ هرونی در سال ۲۰۰۲ به‌عنوان یک اثر تاریخی و فرهنگی در کشور ارمنستان ثبت گردید.
همچنین تلسکوپ رادیو_اپتیکی اورگوو نقش مهمی در رصد ستارگان و سَیارات برای اخترشناسان ارمنی ایفا کرده است.

## مشخصات
این تلسکوپ، در مرکز علمی آراغاتس در اورگوو، ارمنستان واقع شده است. این تلسکوپ در کوه آراگاتس در ارتفاع ۱۷۱۱ متر قرار دارد.
این تلسکوپ نیم‌کره‌ای شکل دارای قطر ۵۴ متر می‌باشد و روی زمین به‌صورت ثابت قرار دارد. و دارای آینه ثانویه متحرک به قطر ۵ متر است. این ساختار قطر مفیدی به اندازه ۳۲ متر فراهم می‌آورد. دقت سطح آن حدود ۰.۷ میکرومتر است که باعث می‌شود طول موج عملیاتی آن بین ۳ تا ۳۰ میلی‌متر (۱۰ تا ۱۰۰ گیگاهرتز) باشد و در اِبتدا برای مشاهده تا ۱ میلی‌متر (۳۰۰ گیگاهرتز) طراحی شده بود.
تلسکوپ اپتیکی دارای آینه‌ای به قطر ۲.۶ متر است همچنین فاصله کانونی آن ۱۰ متر است.

## تاریخچه

### توسعه
در سال ۱۹۶۴، پاریس هرونی مفهوم این پروژه را به سرگئی کارالیوف پیشنهاد داد. کارالیوف پروژه را تأیید کرد و پس از تأخیرهای مختلف، ساخت آن در سال ۱۹۷۵ آغاز شد. ساخت فعال بین سال‌های ۱۹۸۱ تا ۱۹۸۵ انجام شد. انفجارات در دامنه کوه آراگاتس انجام شد تا گودالی برای دیش ایجاد شود. سپس بتن در گودال ریخته شد و ۳۶۰۰ پنل فلزی مسطح در گودال دیوارچینی شدند تا به لوله‌های آهنی متصل شده و آینه تلسکوپ را تشکیل دهند. به‌طور متوسط، هر پنل یک متر مربع مساحت دارد. پنل‌ها از آلیاژهای مقاوم آلومینیومی با مس، منیزیم و منگنز ساخته شده بودند. از نظر فنی، پولیش کردن پنل‌ها چالش بزرگی بود و یک سطح بسیار یکنواخت برای دریافت امواج رادیویی در محدوده‌های میلی‌متری و زیر میلی‌متری لازم بود. هر پنل به صورت دستی قالب‌ریزی و با دقت تا ۷۰ میکرون پرداخت شد.
تلسکوپ در سال ۱۹۸۶ عملیاتی شد. در همان سال، هرونی شماره اختراع ۱۳۷۷۹۴۱ را برای «تلسکوپ رادیویی آینه‌ای هرونی» دریافت کرد. بقیه زیرساخت‌ها در سال ۱۹۸۷ تکمیل شد.

### عملیات و مشاهدات
این رَصدخانه بین سال‌های ۱۹۸۷ تا ۱۹۹۰ فعال بود. انفجار یک غول سرخ (ستاره دوقلوی صورت فلکی دُوَرجو) ثبت شد، مقالات متعددی در مجلات علمی شوروی و خارج از آن منتشر شد و گزارش‌هایی در کنفرانس‌ها ارائه گردید.
تلسکوپ تحت تأثیر زلزله ارمنستان ۱۹۸۸ قرار گرفت، اما آسیب ندید.

### توقف عملیات و تلاش‌های بازسازی
عملیات تلسکوپ حدود سال ۱۹۹۰ متوقف شد. در اواسط دهه ۱۹۹۰، بازسازی تلسکوپ پیشنهاد شد. در سال‌های ۱۹۹۵–۲۰۱۰، تلسکوپ با کامپیوترهای کنترل جدید و تغذیه‌های جدید به‌روز شد و مشاهدات از سر گرفته شد. این کار با همکاری با جامعه نجومی روسیه و دانشگاه فنی ملی آتن انجام شد.
در سال ۲۰۱۲، عملیات دوباره متوقف شد، این در زمانی بود که یک بازوی کنترل دچار نقص شد و آینه ثانویه را بی‌حرکت کرد. دولت ارمنستان نتوانست هزینه‌های تعمیرات را تأمین کند و مجموعه تحقیقاتی متوقف شد. بیش از نیمی از ساختمان‌ها در سایت تحقیقاتی تخلیه شدند.
عملیاتی کردن دوباره در آینده نیاز به به‌روزرسانی‌های بیشتر در سیستم‌های کنترل، تنظیمات جامع، جایگزینی حسگرهای آنالوگ قدیمی با دیجیتال و به‌روزرسانی سیستم‌های پردازش داده‌ها دارد. طبق گفته کارشناسان، این به‌روزرسانی‌ها حدود ۲۵ میلیون دلار هزینه خواهند داشت.
در سال‌های ۲۰۱۸–۲۰۱۹، یک پروژه بازسازی آماده شد تا تلسکوپ به شبکه وی‌ال‌بی‌آی اروپایی متصل شود که اجرای آن قرار بود از سال ۲۰۱۹ آغاز شود.